# Mahé (Seychellerne)
 For alternative betydninger, se Mahe. (Se også artikler, som begynder med Mahe)
Mahé er Seychellernes største ø, hvor hovedstaden Victoria ligger. Øen er ca. 150 km² stor.
4°41′S 55°29′Ø / 4.68°S 55.48°Ø